# 森章 (環境生態学者)
森 章（もり あきら、1976年 - ）は、日本の環境生態学者。
東京大学先端科学技術研究センター教授。京都府出身．北米に端を発するエコシステムマネジメント（生態系管理）の概念を基に、生態系の保全・復元・管理について研究を行っている。
対象とするテーマは、森林生態系を主たる対象とした気候変動および生物多様性の問題を広く扱う。特に、生態学における自然撹乱の概念を軸に、温暖化に伴う山火事、土地改変、林業、自然災害などの実問題への対処を考えている。
2011年には、イギリスの科学誌『ネイチャー』において、防災よりも減災を意識する必要性を述べるなど、レジリアンスの考え方に基づく資源管理の重要性を広く主張している。

## 経歴

### 学歴
- 1999年 3月：京都府立大学農学部林学科卒業
- 2001年 3月：京都大学大学院農学研究科地域環境科学専攻修士課程修了
- 2004年 3月：京都大学大学院農学研究科地域環境科学専攻博士課程修了 博士（農学）

### 職歴
- 2003年 4月 - 2004年 3月：日本学術振興会特別研究員-DC2（京都大学農学研究科）
- 2004年 4月 - 2005年 3月：日本学術振興会特別研究員-PD（京都大学農学研究科）
- 2005年 9月 - 2007年 9月：日本学術振興会海外特別研究員（サイモンフレーザー大学（カナダ））
- 2007年 9月 - 2008年 2月：サイモンフレーザー大学、博士研究員
- 2008年 2月 - 2011年 3月：横浜国立大学大学院環境情報研究院　特任教員（助教）
- 2010年10月 - 2011年 9月：カルガリー大学（カナダ）客員研究員
- 2011年 4月 - 現在に至る：横浜国立大学大学院環境情報研究院 准教授

### 受賞
- 2009年 3月：日本生態学会宮地賞
- 2007年11月： 信州大学山岳総合研究所信州フィールド科学賞

### 公的活動
- 2008年3月 - 現在：日本長期生態学ネットワーク (JaLTER)・情報管理委員会外部委員
- 2010年4月 - 現在：林野庁・生物多様性森林対策事業「諸外国における生物多様性の保全を目的とした森林・林業政策の推進方向」調査研究委員会委員
- 2011年3月 - 現在：環境省「知床世界遺産科学者アドバイザーネットワーク」
- 2011年 - 現在：国際自然保護連合 (IUCN) 生態系管理委員会 (CEM) メンバー
- 2011年 - 現在：Journal of Forest Research 編集委員
- 2013年 - 現在：Environmental Management 編集委員

## 主な出版物
著書
- 森 章（編著）(2012) エコシステムマネジメント－包括的な生態系の保全と管理へ－. 共立出版

論文
- Mori AS, Furukawa T, Sasaki T. (2013) Response diversity determines the resilience of ecosystems to environmental change. Biological Reviews 88: in press.
- Mori AS (2011) Making society more resilient. Nature 474:284.
- Mori AS (2011) Ecosystem management based on natural disturbances: Hierarchical context and non-equilibrium paradigm. Journal of Applied Ecology 48:280–292.
- Mori AS (2011) Climatic variability regulates the occurrence and extent of large fires in subalpine forests of the Canadian Rockies. Ecosphere 2:art7.
- Mori AS, Lertzman KP. (2011) Historic variability in fire-generated landscape heterogeneity of subalpine forests in the Canadian Rockies. Journal of Vegetation Science 22:45-58.
- 森 章 (2011) 自然撹乱に基づくエコシステムマネジメント ―破壊される必要性 遺伝 65(5):20-27.
- Mori AS, Niinemets Ü. (2010) Plant responses to heterogeneous environments: Scaling from shoot modules and whole plant functions to ecosystem processes. Ecological Research 25:691-692.
- 森 章 (2010)  生態リスクマネジメントにおける留意点―非平衡性と変動性の観点から. 日本生態学会誌　60:337-348.
- 森 章 (2010) 撹乱生態学が繙く森林生態系の非平衡性. 日本生態学会誌 60:19-39.
- 森 章 (2009) スウェーデンにおける生物多様性の保全に資する森林管理の試み. 保全生態学研究 14:283-291.
- 森 章 (2007) 生態系を重視した森林管理－カナダ・ブリティッシュコロンビア州における自然撹乱研究の果たす役割－ 保全生態学研究 12:45-59.

## 主な講演
- 2013年1月12日 - 研究留学のメリット・デメリット．2013年日本生態学会関東支部会公開シンポジウム　首都大学東京・秋葉原サテライトキャンパス
- 2010年7月2日 - 自然撹乱体制を尊重した生態系管理．東北大学グローバルCOEプログラム　生態適応GCOEセミナー　東北大学片平キャンパス
- 2010年3月10日 - なぜ生態系の管理が必要なのか？　横浜国立大学グローバルCOEプログラム 「アジア視点の国際生態リスクマネジメント」公開シンポジウム「生態リスク管理の実践 ～若手研究者による挑戦の軌跡～」横浜国立大学
- 2010年2月19日 - Effects of anthropogenic and natural forcing on large wildfire activity in the Canadian Rocky Mountains．Seminar at the Ecological Centre, The University of Queensland.
- 2009年6月30日 - 自然撹乱体制を尊重した森林生態系管理．北方森林研究集会　北海道大学農学部
- 2009年3月20日 - 撹乱生態学が繙く森林生態系の非平衡性．日本生態学会宮地賞受賞講演　マリオス盛岡地域交流センター
- 2008年11月4日（大阪）、11月10日（名古屋）、11月21日（横浜） - Dynamic diverse landscape．日本パタゴニア社スピーカーシリーズ
- 2007年11月17日 - 高標高域に存在する多様な森林生態系の存続機構の解明と将来予測．北方林の生態学～冷温帯から寒帯まで，森林のダイナミクスを探る－ 信州大学.